# حفل توزيع جوائز الغولدن غلوب الواحد والثمانون
حفل توزيع جوائز غولدن غلوب الواحد والثمانون لأفضل الإنتاجات السينمائية والتلفزيونية الأمريكية لعام 2023. في 7 يناير 2024 بث الحفل على الهواء مباشرة، من فندق بيفرلي هيلتون في بيفرلي هيلز، كاليفورنيا، بدءًا من الساعة 5:00 مساءً بتوقيت المحيط الهادئ / 8:00 مساءً بتوقيت شرق الولايات المتحدة، على شبكة سي بي إس في الولايات المتحدة ودبي وان وإم بي سي 4 ومنصة شاهد وستار وورلد في الشرق الأوسط وشمال أفريقيا. انتج بواسطة شركة ديك كلارك للإنتاج وريكي كيرشنر وجلين فايس. وهو الحفل الأول بعد أن استحوذت شركة Dick Clark Productions وشركة Eldridge Industries على جوائز غولدن غلوب من رابطة الصحافة الأجنبية في هوليوود . وهو أول حفل يتم بثه على الهواء مباشرة على شبكة CBS في الولايات المتحدة منذ عام 1982. قدّم جو كوي الحفل.
اعلن عن المرشحين في 11 ديسمبر 2023؛ تعادل كل من باربي و Succession في أكبر عدد من الترشيحات بتسعة لكل منهما، يليهماأوبنهايمر بثمانية، وفاز بخمسة.
شهد الحفل اضافة فئتين جديدتين: "الإنجازات السينمائية وشباك التذاكر" و"أفضل أداء في الكوميديا الارتجالية على التلفزيون".

## معلومات الحفل
وهو أول حفل لتوزيع جوائز غولدن غلوب بعد حل رابطة الصحافة الأجنبية في هوليوود (HFPA) عام 2023. في 12 يونيو 2023، أعلنت رابطة HFPA أن جميع حقوقها وممتلكاتها المتعلقة بحفل غولدن غلوب قد استحوذت عليها شركة
شركة ديك كلارك للإنتاج صناعات الدريدج.
تم الإعلان عن موعد الحفل في 21 فبراير 2023 . لقد عاد إلى فترة ليلة الأحد، بعد أن تم نقله إلى يوم الثلاثاء من العام السابق. تم الإعلان في 18 سبتمبر 2023، عن جلين فايس وريكي كيرشنر كمنتجين تنفيذيين ومديري عرض. في 17 نوفمبر 2023، أُعلن أن شبكة سي بي إس حصلت على حقوق البث للحفل، لتحل محل شبكة إن بي سي، شريك البث الأمريكي منذ فترة طويلة لغولدن غلوب.
أُعلن عن المرشحين في 11 ديسمبر 2023، خلال حدث استضافه سيدريك ذا انترتينر وويلمر فالديراما؛ وكشف عن معظم الفئات خلال عرض تقديمي مباشر، بينما كشف عن عشر فئات خلال مقطع آخر على قناة CBS Mornings . في 21 ديسمبر، تم الإعلان عن الممثل الكوميدي والممثل جو كوي كمضيف للبرنامج. قبل هذا الإعلان، أفيد أن مصدرًا مطلعًا على المحادثات قال لشبكة CNN إن خمسة ممثلين كوميديين على الأقل من الدرجة الأولى، بما في ذلك كريس روك، رفضوا عروض الاستضافة.
في ديسمبر 2023، ذكرت TheWrap أن 64 مصوتا هددوا بحجب أصواتهم في الجولة النهائية احتجاجًا، بعد أن قيل لهم إنهم لن يحصلوا على تذاكر لحضور الحفل.
نظرًا لأن الجوائز لم تعد تشرف عليها HFPA، قامت مجموعة جديدة ومتنوعة من الناخبين عرقيًا وإثنيًا تتكون من 300 صحفي يمثلون 76 دولة باختيار المرشحين والفائزين لعام 2023.
لدورها لمولي بوركهارت في فيلم Killers of the Flower Moon، أصبحت ليلي جلادستون أول ممثلة محلية تفوز بجائزة جولدن جلوب، وفازت بجائزة أفضل ممثلة في فيلم درامي .

### توسع
أُعلن في 26 سبتمبر 2023، عن فئتين جديدتين تم إضافتهم للحفل القادم: "الإنجازات السينمائية وشباك التذاكر" (فئة الأفلام التي حققت ما لا يقل عن 100 مليون دولار محليًا و150 مليون دولار عالميًا) و"أفضل أداء في "كوميديا ارتجالية على التلفاز" (تُعرف أيضًا باسم "أفضل ممثل كوميدي ارتجالي على التلفاز").
بعض النقاد شعر أن الفئات الجديدة كانت محاولة لتحسين نسبة مشاهدة الحفل، مع إجراء مقارنات مع محاولة جوائز الأوسكار اضافة فئة "الفيلم الشعبي" في عام 2018 .

### تخفيض
جائزتي الإنجاز مدى الحياة، جائزة سيسيل بي ديميل وجائزة كارول بورنيتلم يتم تقديمهم هذا العام ولكن من المتوقع أن تعودا في المستقبل. وأوضح نائب الرئيس التنفيذي، تيم جراي، أنه مع التغيير في الملكية والوضع، وتوسيع 25 فئة من الفئات التنافسية من 5 مرشحين إلى 6، فإن الزيادة ستشمل أيضًا تخفيضًا مع عدم تقديم الجائزتين المذكورتين لهذا العام. وكتب جراي في منشور على الموقع الرسمي لـGlobes: "هذا ليس تغييرًا دائمًا، حيث من المقرر منح الجوائز مستقبلا".

## الفائزون والمرشحون

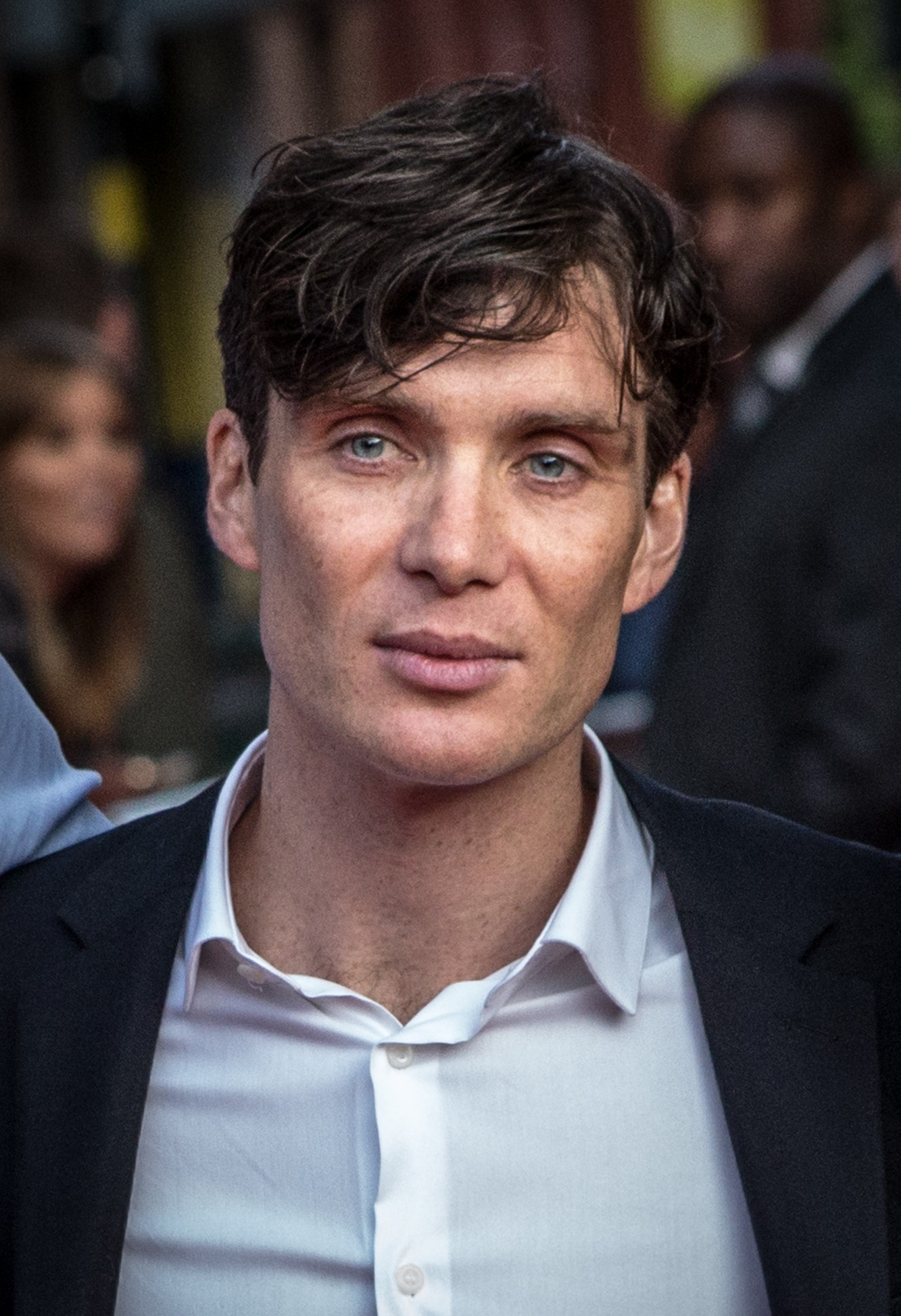
سيليان ميرفي ، الفائز بجائزة أفضل ممثل في فيلم درامي

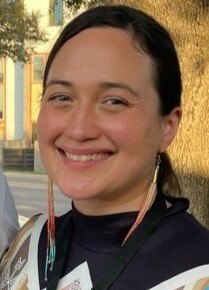
ليلي جلادستون ، الحائزة على جائزة أفضل ممثلة في فيلم درامي

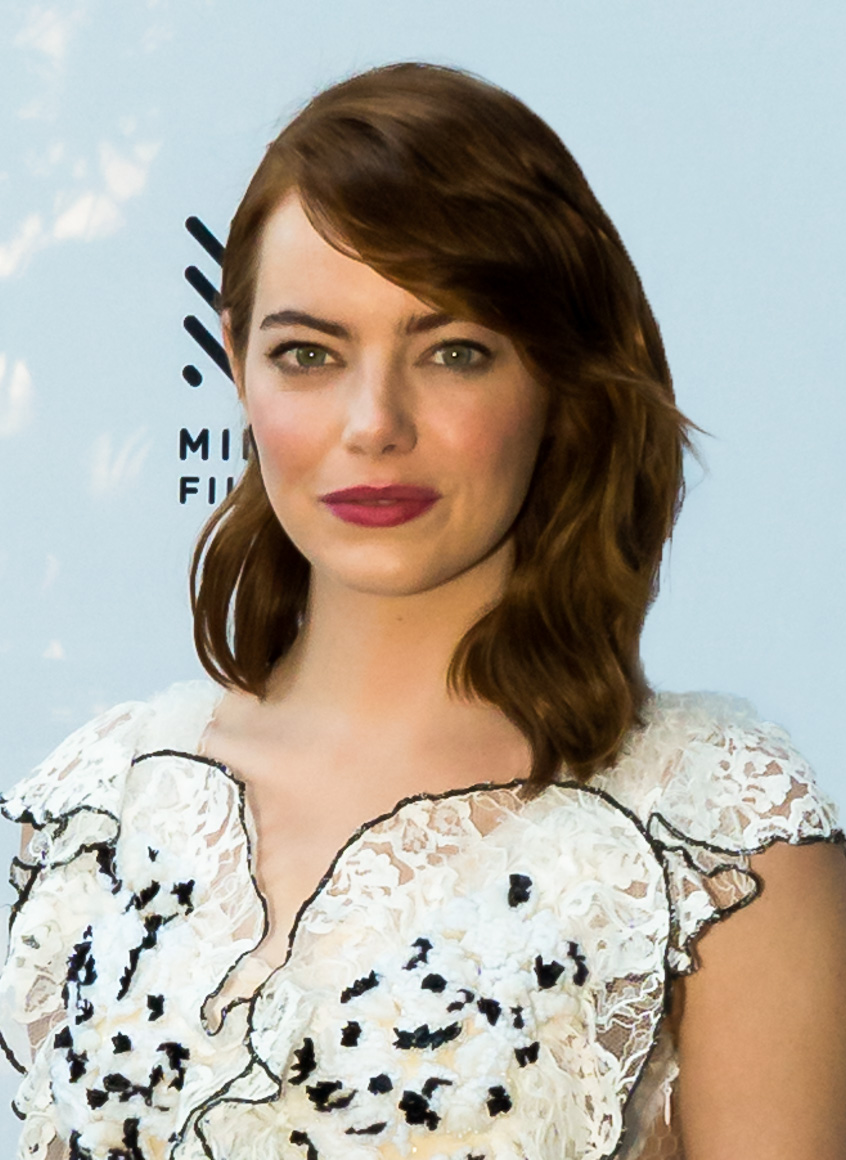
إيما ستون ، أفضل ممثلة في فيلم موسيقي أو كوميدي

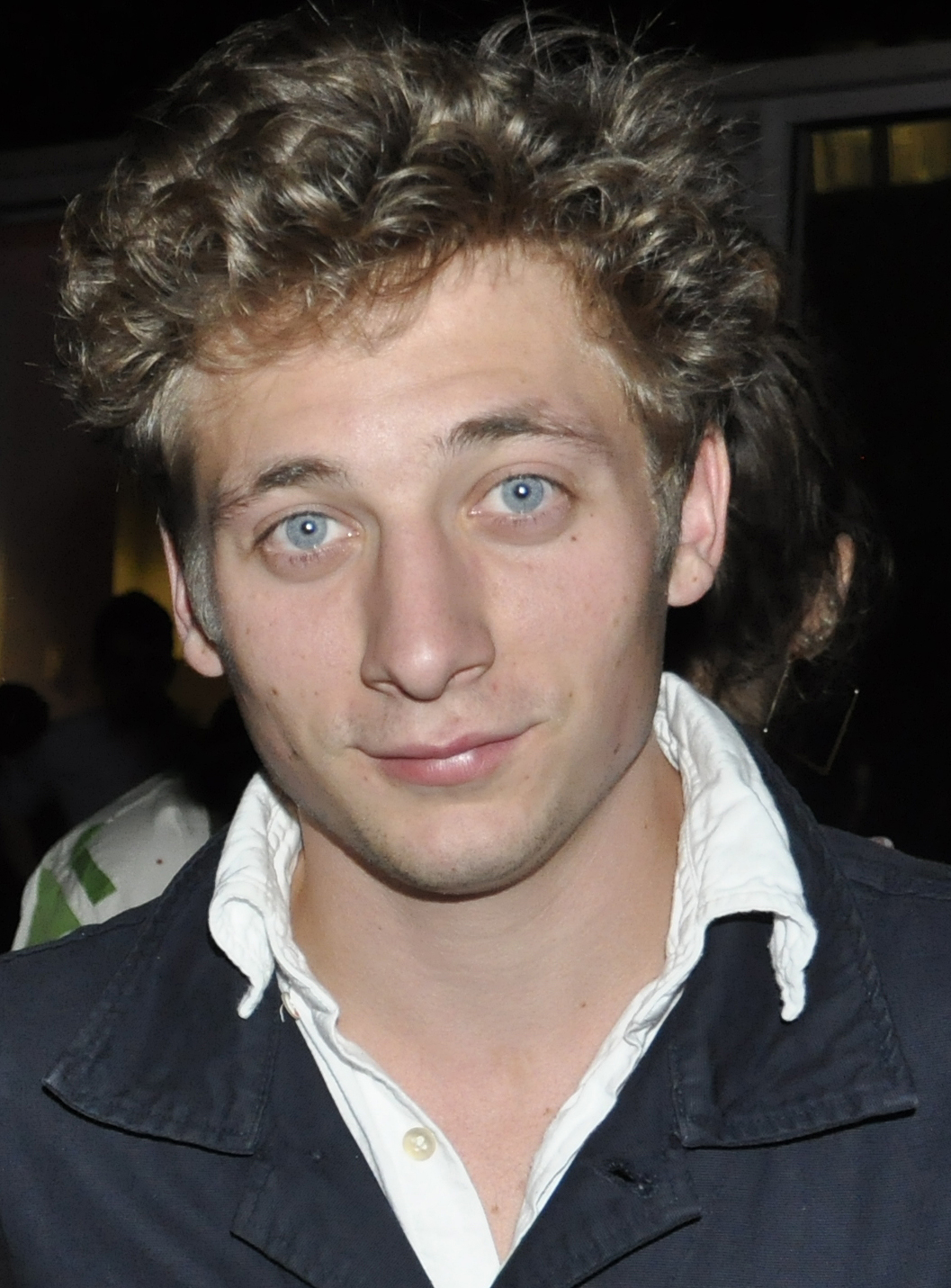
جيريمي ألين وايت ، أفضل ممثل في مسلسل تلفزيوني - موسيقي أو كوميدي

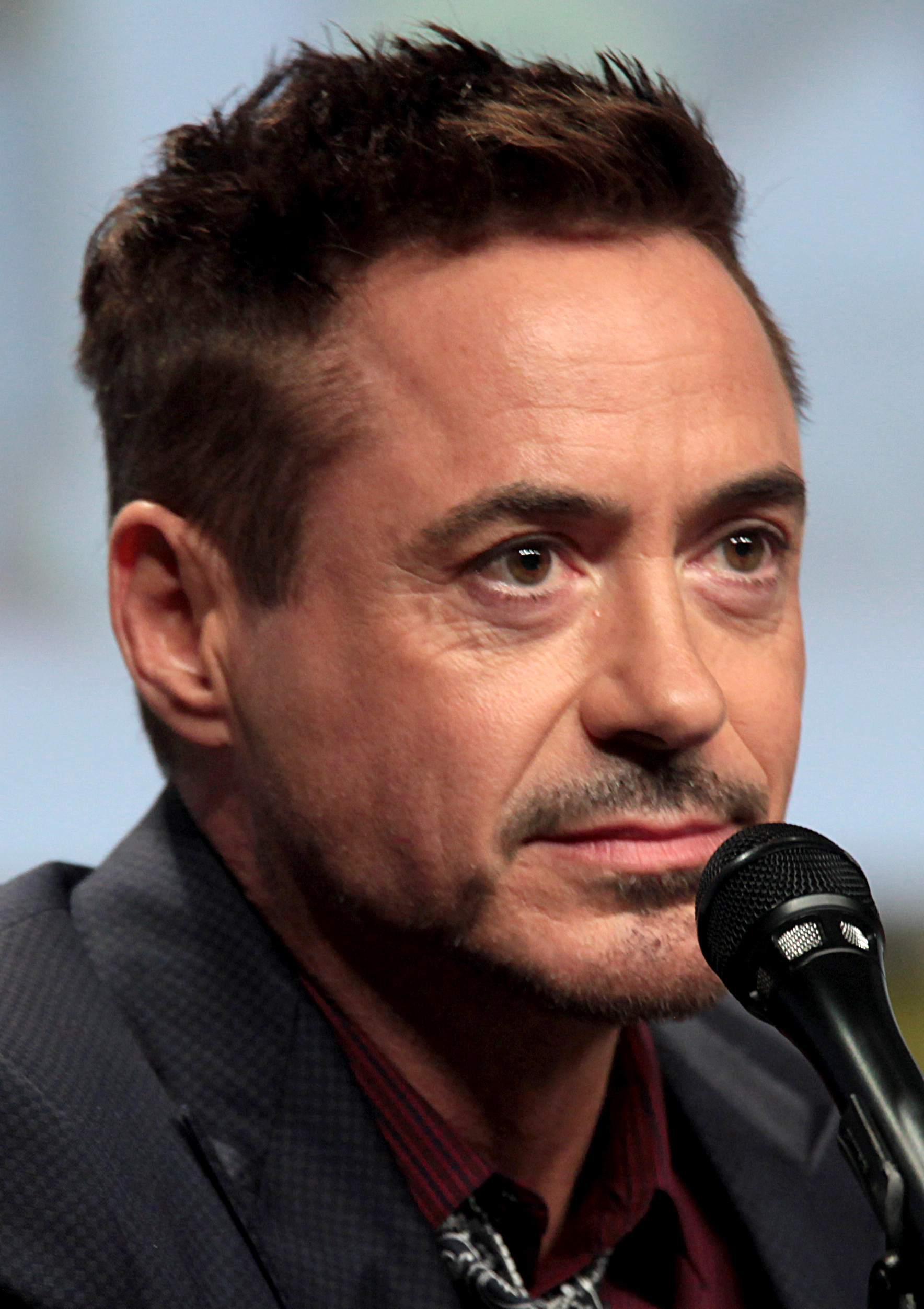
روبرت داوني جونيور ، الحائز على جائزة أفضل ممثل مساعد

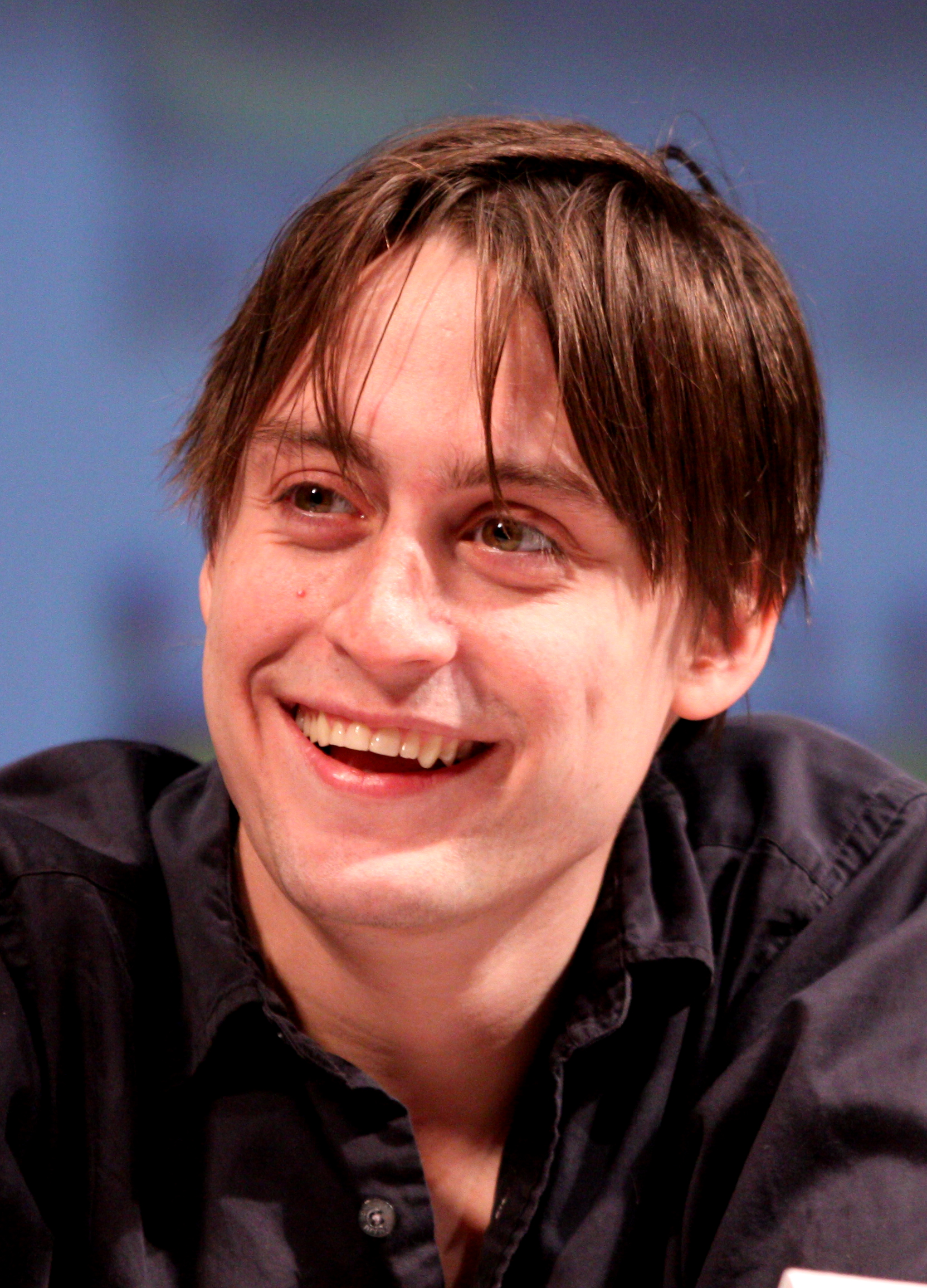
كيران كولكين ، جائزة أفضل ممثل في مسلسل تلفزيوني – درامي

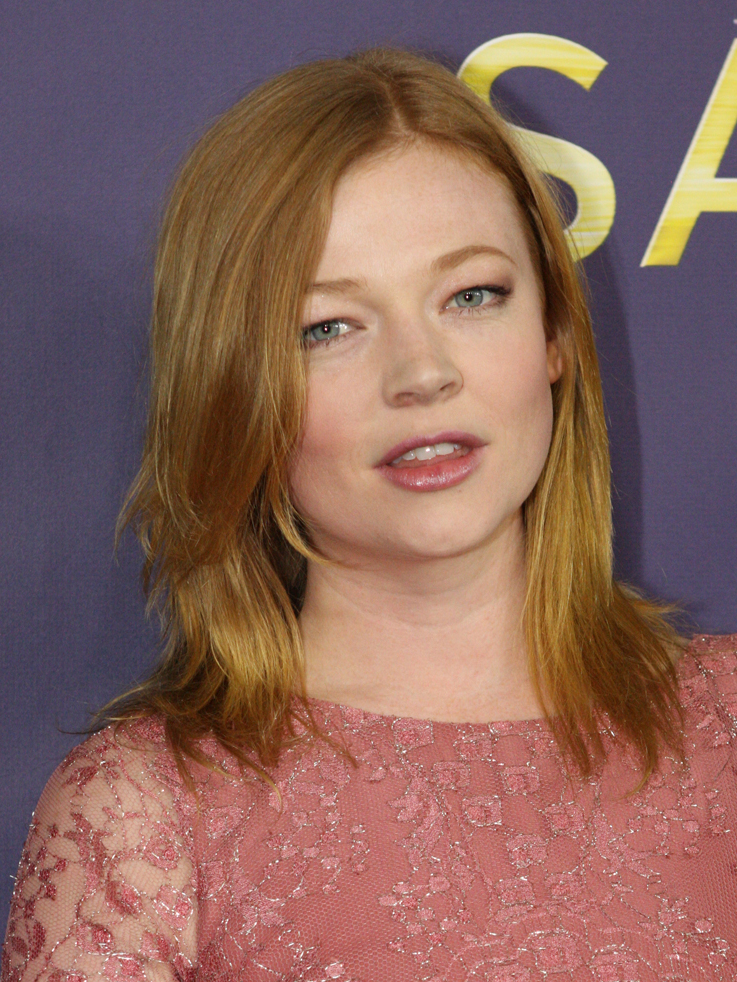
سارة سنوك ، الحائزة على جائزة أفضل ممثلة في مسلسل تلفزيوني – دراما

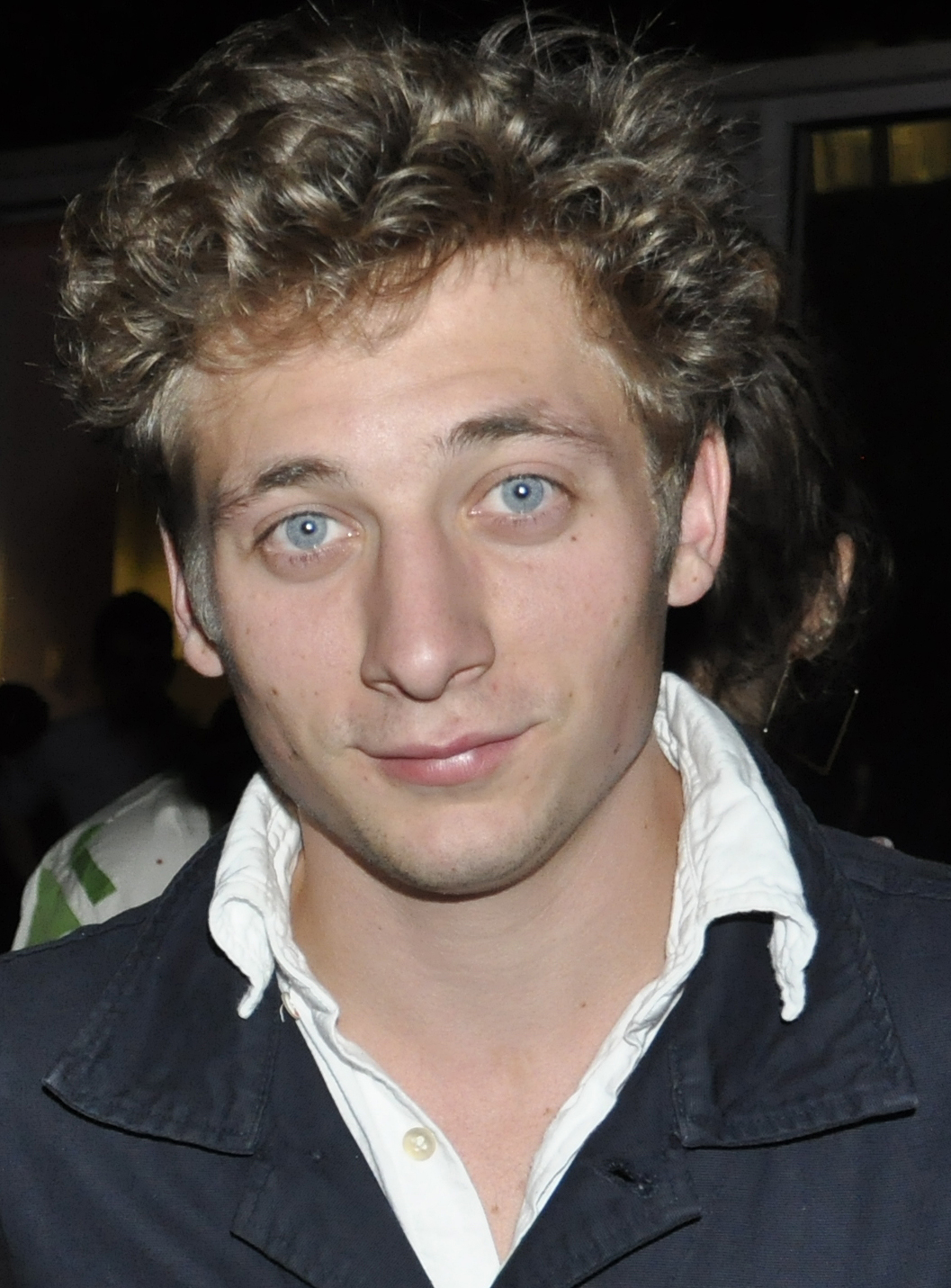
جيريمي ألين وايت ، أفضل ممثل في مسلسل تلفزيوني - موسيقي أو كوميدي

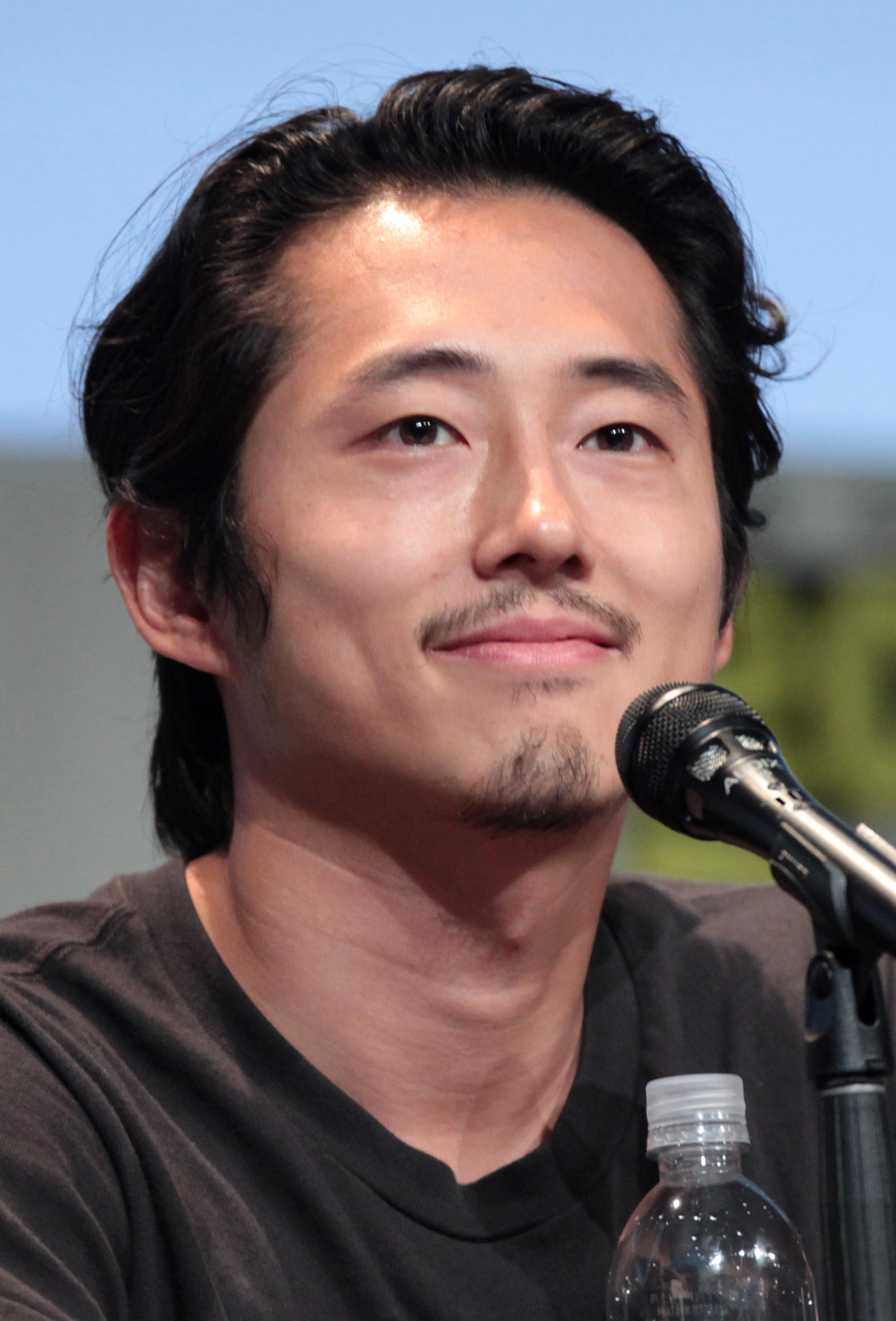
ستيفن يون ، الفائز بجائزة أفضل ممثل في مسلسل محدود، أو سلسلة مختارات، أو فيلم سينمائي مصنوع للتلفزيون

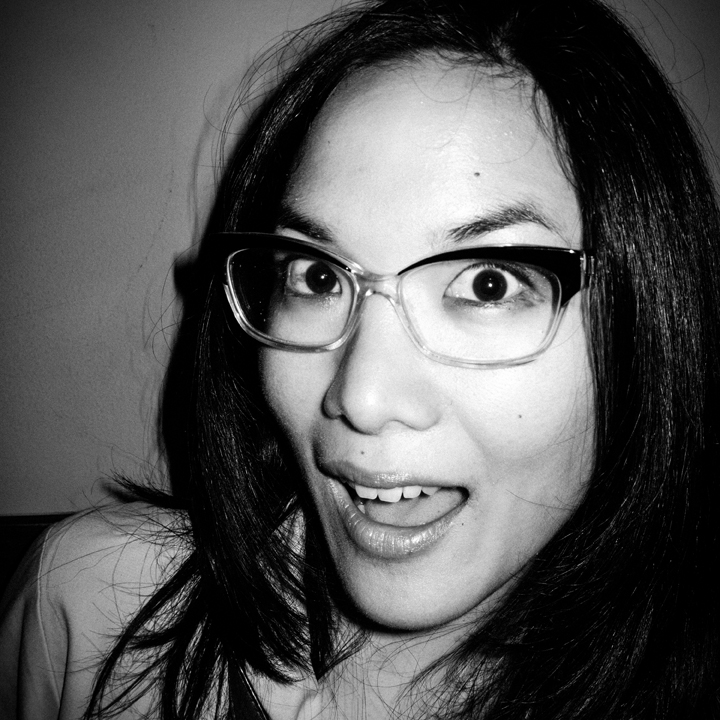
آلي وونغ ، فازت بجائزة أفضل ممثلة في مسلسل محدود، أو سلسلة مختارات، أو فيلم سينمائي مصنوع للتلفزيون

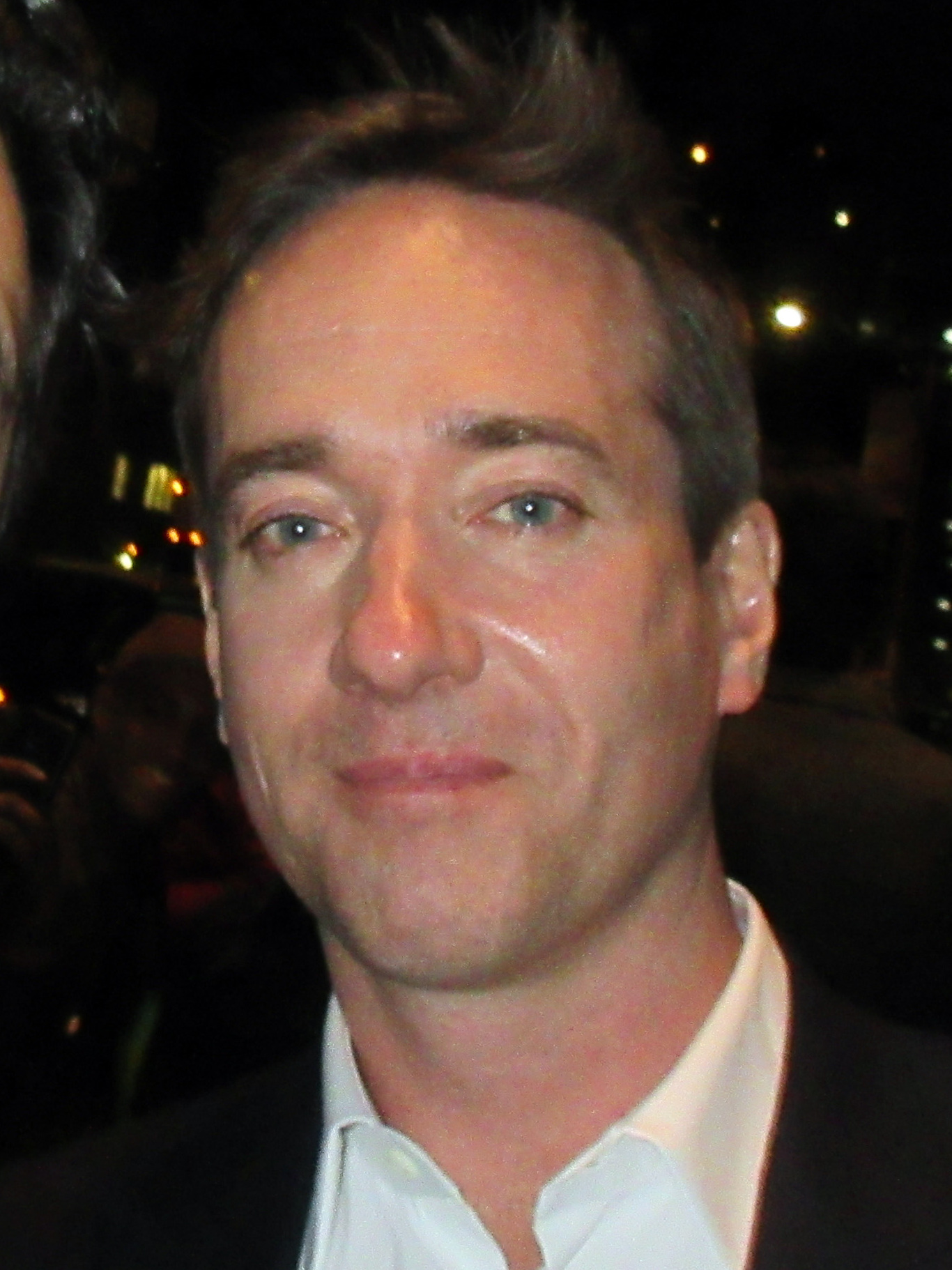
ماثيو ماكفادين ، الفائز بجائزة أفضل ممثل مساعد في مسلسل، أو مسلسل محدود، أو سلسلة مختارات، أو فيلم سينمائي مصنوع للتلفزيون

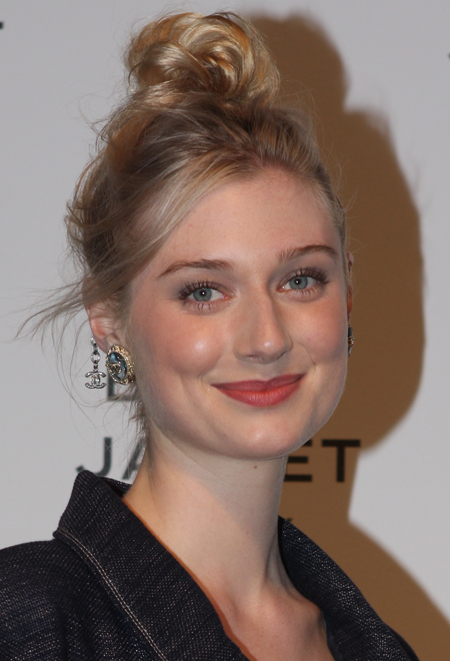
إليزابيث ديبيكي ، أفضل ممثلة مساعدة في مسلسل، مسلسل محدود، سلسلة مختارات، أو فيلم سينمائي مصنوع للتلفزيون

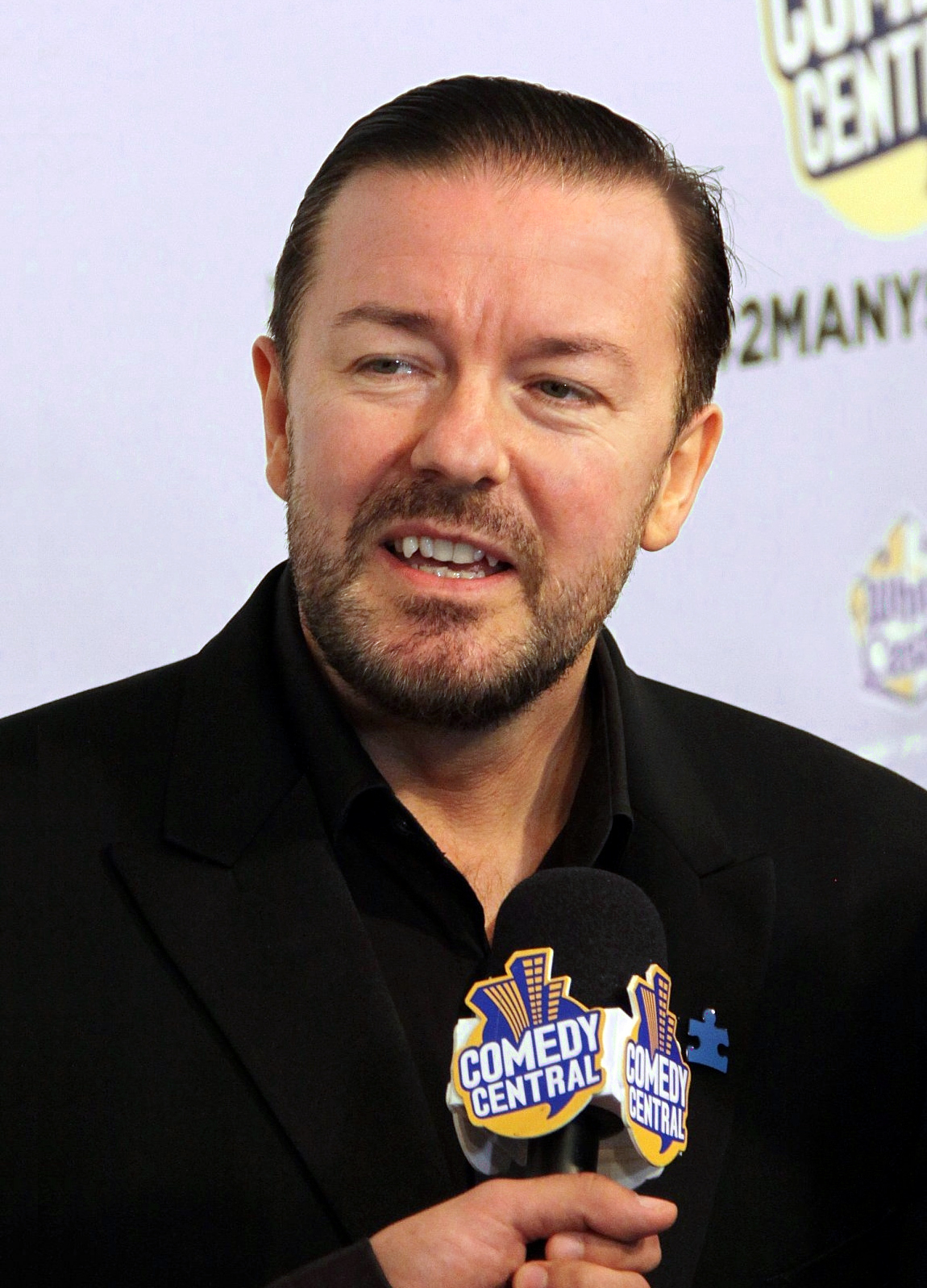
ريكي جيرفيه ، الفائز بجائزة أفضل ممثل كوميدي ارتجالي على التلفاز

### فيلم
| أفضل فيلم | أفضل فيلم |
| دراما | كوميدي أو موسيقي |
| --- | --- |
| - أوبنهايمر - تشريح سقطة - قتلة زهرة القمر - مايسترو - حيوات سابقة - منطقة الاهتمام (فيلم) | - أشياء مسكينة - قفزة إلى العظمة - American Fiction ‏ - باربي - المتبقيون (فيلم) - مايو ديسمبر |
| Animated | Non-English Language |
| - كيف تعيش؟ (فيلم) - Elemental - سبايدرمان: أكروس ذا سبايدر-فيرس (الجزء الأول) - سوبر ماريو بروس، الفيلم - قفل باب سوزومي - Wish | - تشريح سقطة (فرنسا) - Fallen Leaves ‏ (فنلندا) - Io capitano (إيطاليا) - حيوات سابقة (الولايات المتحدة) - مجتمع الثلج (إسبانيا) - منطقة الاهتمام (فيلم) (المملكة المتحدة / بولندا / الولايات المتحدة) |
| Cinematic and Box Office Achievement | |
| - Barbie - حراس المجرة 3 - جون ويك 4 - مهمة مستحيلة: الحساب الميت - Oppenheimer - سبايدرمان: أكروس ذا سبايدر-فيرس (الجزء الأول) - سوبر ماريو بروس، الفيلم - تايلور سويفت: جولة العصور | |
| أفضل أداء في فيلم درامي | |
| ممثل | ممثلة |
| - كيليان مورفي – Oppenheimer as ج. روبرت أوبينهايمر - برادلي كوبر – Maestro as ليونارد برنستاين - ليوناردو دي كابريو – Killers of the Flower Moon as Ernest Burkhart - كولمان دومينغو – Rustin as بايرد رستن - باري كيوغان – Saltburn as Oliver Quick - Andrew Scott – كلنا غرباء as Adam     | - ليلي جلادستون – Killers of the Flower Moon as Mollie Burkhart ‏ - آنيت بنينغ – Nyad as Diana Nyad - ساندرا هولر – تشريح سقطة as Sandra Voyter - غريتا لي – حيوات سابقة as Nora Moon - كاري موليجان – Maestro as Felicia Montealegre ‏ - كايلي سبيني – Priscilla as بريسيلا بريسلي |
| أفضل أداء في فيلم موسيقي أو كوميدي | |
| ممثل | ممثلة |
| - بول جياماتي – المتبقيون (فيلم) as Paul Hunham - نيكولاس كيج – سيناريو الحلم ‏ as Dr. Paul Matthews - تيموثي شالاماي – Wonka as ويلي ونكا - مات ديمون – Air as Sonny Vaccaro - خواكين فينيكس – بو خائف as Beau Wassermann - جيفري رايت – American Fiction ‏ as Thelonius "Monk" Ellis          | - إيما ستون – Poor Things as Bella Baxter - Fantasia Barrino – The Color Purple as Celie Harris-Johnson - جينيفر لورنس – No Hard Feelings as Maddie Barker - ناتالي بورتمان – مايو ديسمبر as Elizabeth Berry - Alma Pöysti – Fallen Leaves ‏ as Ansa - مارجو روبي – Barbie as باربي |
| أفضل أداء ثانوي في فيلم | |
| ممثل مساعد | ممثلة مساعدة |
| - روبرت داوني جونيور – Oppenheimer as لويس ستراوس - ويليم دافو – Poor Things as Dr. Godwin Baxter - روبرت دي نيرو – Killers of the Flower Moon as William King Hale - رايان غوسلينغ – Barbie as Ken - تشارلز ميلتون – مايو ديسمبر as Joe Yoo - مارك رافالو – Poor Things as Duncan Wedderburn | - دافين جوي راندولف – المتبقيون (فيلم) as Mary Lamb - إيميلي بلنت – Oppenheimer as Katherine "Kitty" Oppenheimer - دانيال بروكس – The Color Purple as Sofia - جودي فوستر – Nyad as Bonnie Stoll - جوليان مور – مايو ديسمبر as Gracie Atherton-Yoo - روزاموند بايك – Saltburn as Lady Elspeth Catton |
| جوائز أخرى | |
| أفضل مخراج | أفضل سيناريو |
| - كريستوفر نولان – Oppenheimer - برادلي كوبر – Maestro - غريتا غيرويغ – Barbie - يورجوس لانثيموس – Poor Things - مارتن سكورسيزي – Killers of the Flower Moon - سيلين سونغ ‏ – حيوات سابقة | - جوستين تريت ‏ and آرثر هاراري ‏ – تشريح سقطة - غريتا غيرويغ and نواه باومباخ – Barbie - Tony McNamara – Poor Things - كريستوفر نولان – Oppenheimer - اريك روث and مارتن سكورسيزي – Killers of the Flower Moon - سيلين سونغ ‏ – حيوات سابقة |
| أفضل موسيقى تصويرية أصلية | أفضل أغنية أصلية |
| - لودفيغ غورانسون – Oppenheimer - جيرسكن فيندركس ‏ – Poor Things - جو هيسايشي – كيف تعيش؟ (فيلم) - ميكا ليفي ‏ – منطقة الاهتمام (فيلم) - دانيال بيمبرتون – سبايدرمان: أكروس ذا سبايدر-فيرس (الجزء الأول) - روبي روبرتسون – Killers of the Flower Moon (posthumous)                              | - "What Was I Made For?" (بيلي إيليش and فينيس أوكونيل) – Barbie - "Addicted to Romance" (بروس سبرينغستين) – لقد جاءت إلي - "Dance the Night" (مارك رونسون، Andrew Wyatt، دوا ليبا, and Caroline Ailin) – Barbie - "I'm Just Ken" (Mark Ronson and Andrew Wyatt) – Barbie - "Peaches" (جاك بلاك، أرون هورفاث، مايكل جيلينيك, Eric Osmond, and John Spiker ‏) – سوبر ماريو بروس، الفيلم - "Road to Freedom" (ليني كرافيتز) – Rustin |

#### أفلام ذات ترشيحات متعددة
حصلت الأفلام التالية على عدة ترشيحات:
| الترشيحات | أفلام                                | فئة                | الموزع (الموزعين)                |
| --------- | ------------------------------------ | ------------------ | -------------------------------- |
| 9         | باربي                                | موسيقية أو كوميدية | صور وارنر بروس                   |
| 8         | أوبنهايمر                            | دراما              | صور عالمية                       |
| 7         | قتلة زهرة القمر                      | دراما              | صور قصوى </br> أفلام أبل الأصلية |
| 7         | أشياء سيئة                           | موسيقية أو كوميدية | صور الكشاف                       |
| 5         | حياة الماضي                          | دراما              | أ24                              |
| 4         | تشريح السقوط                         | دراما              | نيون                             |
| 4         | فنان قائد فرقة موسيقية               | دراما              | نيتفليكس                         |
| 4         | مايو ديسمبر                          | موسيقية أو كوميدية | نيتفليكس                         |
| 3         | المحتفظون                            | موسيقية أو كوميدية | ميزات التركيز                    |
| 3         | الرجل العنكبوت: عبر الآية العنكبوتية | مفعم بالحيوية      | الافراج عن سوني بيكتشرز          |
| 3         | فيلم سوبر ماريو بروس                 | مفعم بالحيوية      | صور عالمية                       |
| 3         | منطقة الاهتمام                       | دراما              | أ24                              |
| 2         | هواء                                 | موسيقية أو كوميدية | استوديوهات أمازون إم جي إم       |
| 2         | الخيال الأمريكي                      | موسيقية أو كوميدية | استوديوهات أمازون إم جي إم       |
| 2         | الصبي ومالك الحزين                   | مفعم بالحيوية      | جي كيدز                          |
| 2         | اللون البنفسجي                       | موسيقية أو كوميدية | صور وارنر بروس                   |
| 2         | الاوراق المتساقطة                    | موسيقية أو كوميدية | موبي                             |
| 2         | نياد                                 | دراما              | نيتفليكس                         |
| 2         | روستين                               | دراما              | نيتفليكس                         |
| 2         | سالتبيرن                             | دراما              | استوديوهات أمازون إم جي إم       |

#### أفلام نالت عدة جوائز
حصلت الأفلام التالية على العديد من الجوائز:
| الفوز | أفلام        | فئة                | موزع           |
| ----- | ------------ | ------------------ | -------------- |
| 5     | أوبنهايمر    | دراما              | صور عالمية     |
| 2     | تشريح السقوط | دراما              | نيون           |
| 2     | باربي        | موسيقية أو كوميدية | صور وارنر بروس |
| 2     | المحتفظون    | موسيقية أو كوميدية | ميزات التركيز  |
| 2     | أشياء سيئة   | موسيقية أو كوميدية | صور الكشاف     |

#### مسلسلات حازت على عدة ترشيحات
المسلسلات التالية تلقت عدة ترشيحات:
| الترشيحات | مسلسل                     | فئة                                                          | الموزع (الموزعين) |
| --------- | ------------------------- | ------------------------------------------------------------ | ----------------- |
| 9         | الخلافة                   | دراما                                                        | إتش بي أو         |
| 5         | الدب                      | موسيقية أو كوميدية                                           | اف اكس / هولو     |
| 5         | جرائم القتل فقط في المبنى | موسيقية أو كوميدية                                           | هولو              |
| 4         | التاج                     | دراما                                                        | نيتفليكس          |
| 3         | لحم                       | سلسلة محدودة أو سلسلة مختارات أو صورة متحركة مخصصة للتلفزيون | نيتفليكس          |
| 3         | ديزي جونز والستة          | سلسلة محدودة أو سلسلة مختارات أو صورة متحركة مخصصة للتلفزيون | برايم فيديو       |
| 3         | فارجو                     | سلسلة محدودة أو سلسلة مختارات أو صورة متحركة مخصصة للتلفزيون | الفوركس           |
| 3         | الأخير منا                | دراما                                                        | إتش بي أو         |
| 3         | تيد لاسو                  | موسيقية أو كوميدية                                           | أبل تي في+        |
| 2         | 1923                      | دراما                                                        | باراماونت+        |
| 2         | أبوت الابتدائية           | موسيقية أو كوميدية                                           | اي بي سي          |
| 2         | باري                      | موسيقية أو كوميدية                                           | إتش بي أو         |
| 2         | الدبلوماسي                | دراما                                                        | نيتفليكس          |
| 2         | المسافرين الآخرين         | سلسلة محدودة أو سلسلة مختارات أو صورة متحركة مخصصة للتلفزيون | موعد العرض        |
| 2         | واجب هيئة المحلفين        | موسيقية أو كوميدية                                           | أمازون فريفي      |
| 2         | دروس في الكيمياء          | سلسلة محدودة أو سلسلة مختارات أو صورة متحركة مخصصة للتلفزيون | أبل تي في+        |
| 2         | عرض الصباح                | دراما                                                        | أبل تي في+        |

#### مسلسلات فازت بعدة جوائز
تلقت المسلسلات التالية جوائز متعددة:
| انتصارات | مسلسل   | فئة                                                          | الموزع (الموزعين) |
| -------- | ------- | ------------------------------------------------------------ | ----------------- |
| 4        | الخلافة | دراما                                                        | إتش بي أو         |
| 3        | الدب    | موسيقية أو كوميدية                                           | اف اكس / هولو     |
| 3        | لحم     | سلسلة محدودة أو سلسلة مختارات أو صورة متحركة مخصصة للتلفزيون | نيتفليكس          |

## نقد
قوبل مونولوج المضيف جو كوي بانتقادات من المشاهدين والنقاد حيث وصف الكثيرون نكاته بأنها "مثير للاشمئزاز" و"مؤلمه" و"غير مضحك". وصف تشيلسي سانشيز من هاربر بازار مونولوجه بأنه "محرج" و"مقيت". واجه كوي أيضًا الانتقادات بإلقاء اللوم على الكُتّاب، بعد إضراب نقابة الكتاب الأمريكية المطول لعام 2023 . جاستن كورتو نسر وأشار إلى أنه عندما فشلت بعض نكاته، ألقى كوي "على الفور كتابه تحت الحافلة ... صرخ. "يو، اصمت. أنت تمزح معي، صحيح. تمهل. لقد كتبت بعضًا من هؤلاء وهم الذين تضحك عليهم'". أشار مارلو ستيرن من رولينج ستون إلى أن العديد من نكات كوي أثارت "آهات" و"صيحات استهجان" من الجمهور. ومن بين النكات التي أثارت أكبر قدر من الغضب تلك المتعلقة بالفيلم باربي ، وحضرها المرشحون روبرت دي نيرو، وميريل ستريب. وتايلور سويفت، انتشر رد فعل الأخير على نطاق واسع. كتبت شيرلي لي من مجلة The Atlantic : "عمليًا كل نكتة فشلت في الوصول إليها، ويرجع ذلك في الغالب إلى أن العبارات المضحكة كانت قديمة أو واضحة." 

## روابط خارجية
- حفل توزيع جوائز الغولدن غلوب الواحد والثمانون  في قاعدة بيانات الأفلام على الإنترنت (بالإنجليزية)
- Golden Globes Changes Add Up to Success at Golden Globes
- Jo Koy to Host 81st Annual Golden Globe® Awards at Golden Globes
- The 81st Golden Globe® Awards to Air Live on CBS at Golden Globes
- Presenters Announced for the 81st Annual Golden Globe® Awards at Golden Globes
- The 81st Golden Globe Awards for the Year Ended December 31, 2023 Press Release at Golden Globes